# Čiovo
Čiovo je otok u srednjoj Dalmaciji, s površinom od 28,8 km² i 6.071 stanovnikom (1991.). Pruža se u smjeru istok – zapad i zatvara Kaštelanski zaljev. Otok je brdovit s najvišim vrhom Rudine (209 m). Na najsjevernijem dijelu nalazi se južni dio grada Trogira s brodogradilištem, a ostala naselja su Arbanija,  Mastrinka i Slatine sjeveroistočnoj obali, Žedno u unutrašnjosti i Okrug Gornji i Donji na zapadnoj obali. Tragovi života iz antike, nekoliko vrijednih kulturnih spomenika (samostan Sv. Križa na sjeveroistočnoj obali, samostan sv. Ante, crkva Gospe od Prizidnica na južnoj strani, 2 km od Slatina).
Otok je poznat po svojoj sredozemnoj klimi, bogatoj vegetaciji, arhipelagu malih slikovitih otočića, zaljevima i plažama. Administrativno je podijeljen između Splita, Trogira i Okruga. Mjesta na Čiovu su: Okrug Gornji, Okrug Donji,  Mastrinka, Arbanija, Žedno, Slatine.
Rivijera Okrug, udaljena samo 4 km od centra Trogira je najpopularnije turističko odredište na području Trogira.

## Prometna povezanost s kopnom
Od 1964. Čiovo je povezano s kopnom putem mosta u gradu Trogiru, no razvojem turizma taj stari most s prilaznim cestama više nije imao dovoljnu propusnost te su se ljeti stvarale velike gužve. U veljači 2015. počela je gradnja novog mosta, oko kilometar istočno od staroga, koji je pušten u promet 17. srpnja 2018.

## Domovinski rat
Velikosrbi su napali i ovaj hrvatski otok. U ratu za hrvatsku neovisnost 1991. – 1992. bombardirali su četiri dominikanska samostana: Gruž, Čelopeke, Dubrovnik s 27 izravnih pogodaka, a među njima i čiovski dominikanski samostan Sv. Križa koji se nalazi na sjevernoj strani otoka Čiova, na predjelu zvanom Zizmana Gniviza.